# Реєстр волонтерів АТО та/або ООС
Реєстр волонтерів антитерористичної операції та/або здійснення заходів із забезпечення національної безпеки і оборони, відсічі і стримування збройної агресії Російської Федерації у Донецькій та Луганській областях, що здійснюються шляхом проведення операції Об'єднаних сил (ООС) (Реєстр волонтерів АТО та/або ООС) — база даних, яка містить інформацію про волонтерів Антитерористичної операції на сході України та/або Операції об'єднаних сил, що ведеться Державною податковою службою України.
Порядок формування та ведення цього реєстру затверджений Міністерством фінансів України. Він набув чинності в грудні 2014.
Облік волонтерів АТО та/або ООС в органах ДПС та обробка їх персональних даних здійснюється для контролю за оподаткуванням благодійної допомоги, отриманої благодійниками — фізичними особами на їх банківські рахунки. Зазначені доходи не включаються до оподатковуваного доходу платників податку. Однією з вимог до застосування таких правил є внесення фізичної особи — благодійника до вказаного Реєстру.
Реєстрація волонтерів у цьому Реєстрі є їх правом, а не обов'язком. Тому сам факт відсутності такої реєстрації не є правопорушенням. Основна ціль такої реєстрації — уникнути потенційних претензій податківців, якщо вони самі прийдуть до волонтера.